# Ledovcové jezero

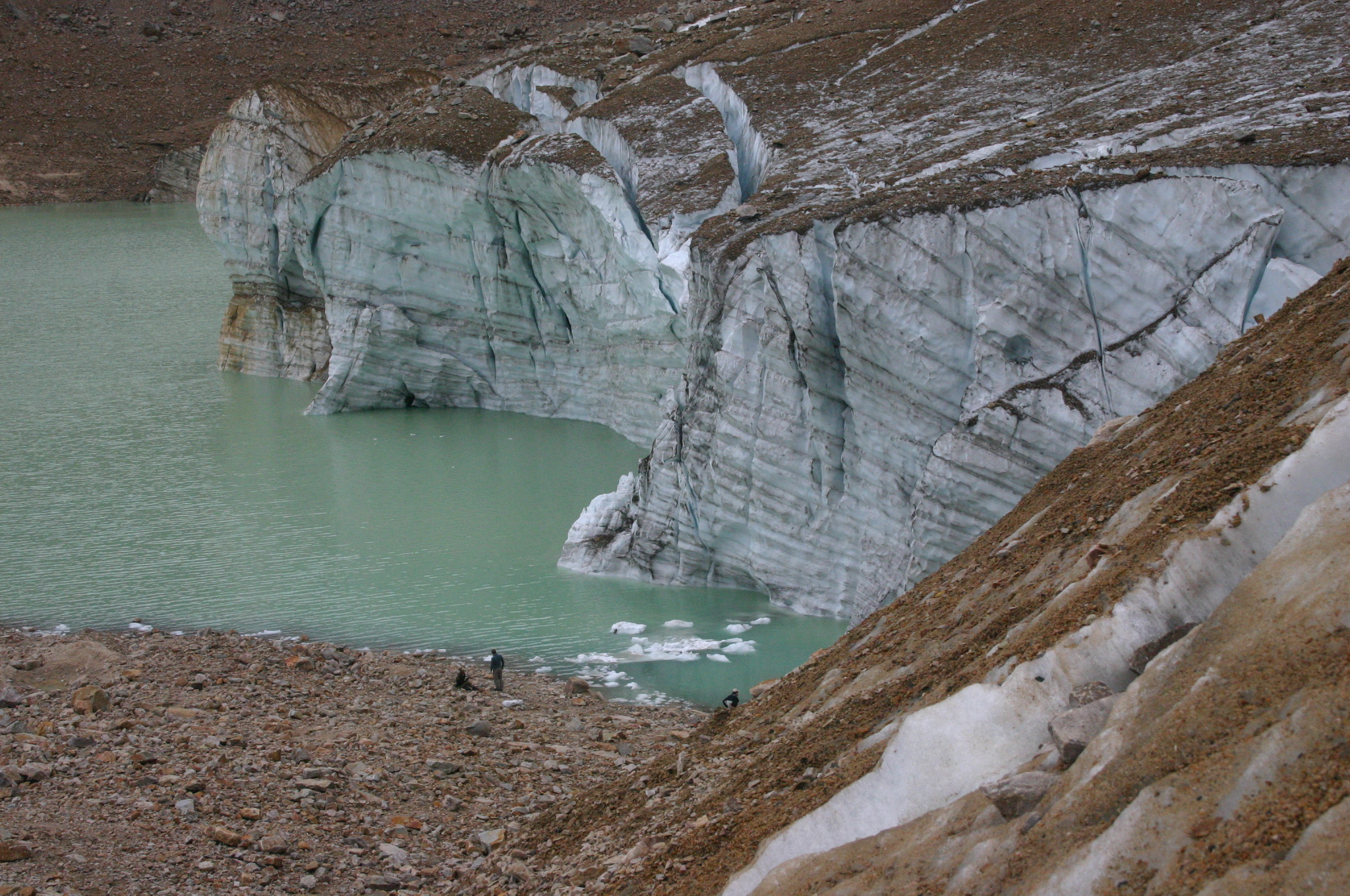
Ledovcové jezero

Ledovcové jezero je druh jezera, které vzniklo v důsledku prohloubení zemského povrchu ledovcem. Vznikají, když ledovec eroduje pevninu, a pak roztaje a vyplní prohlubeň, kterou vytvořil.

## Etymologie
Horská ledovcová jezera na Slovensku jsou nazývaná plesa — např. Štrbské pleso, a v Polsku staw.

## Členění
Ledovcová jezera můžeme dále členit na:
- proglaciální tj. hrazená ledovcem
- evorzní např. pod vodopády (Čertova oka pod Mumlavským vodopádem)
- karová (Černé jezero, Čertovo jezero, Plešné jezero)
- morénová (Śniardwy, Mamry, Roś, Niegocin, Štrbské pleso, Smreczyński Staw, Mechové jezírko)
- fjordová (Lago Maggiore)
- očka
- rinová (Jeziorak)

## Ledovcová jezera a globální oteplování
Od posledního většího zalednění v malé době ledové Země ztratila více než 50% svých ledovců. To spolu se současným nárůstem ústupu ledovců způsobeným globálním oteplováním vedlo k přechodu ze zmrzlé na kapalnou vodu, čímž se zvětšil rozsah a objem ledovcových jezer po celém světě. Většina dnešních ledovcových jezer se nachází v Asii, Evropě a Severní Americe. Oblast, která zaznamená největší nárůst tvorby jezer, je oblast jižní tibetské plošiny z ledovců pokrytých sutí.  Toto zvýšení tvorby ledovcových jezer také naznačuje nárůst náhlého vyprázdnění ledovcových jezer, povodňových událostí způsobených přehrazením a následným zničením této hráze.

## Galerie

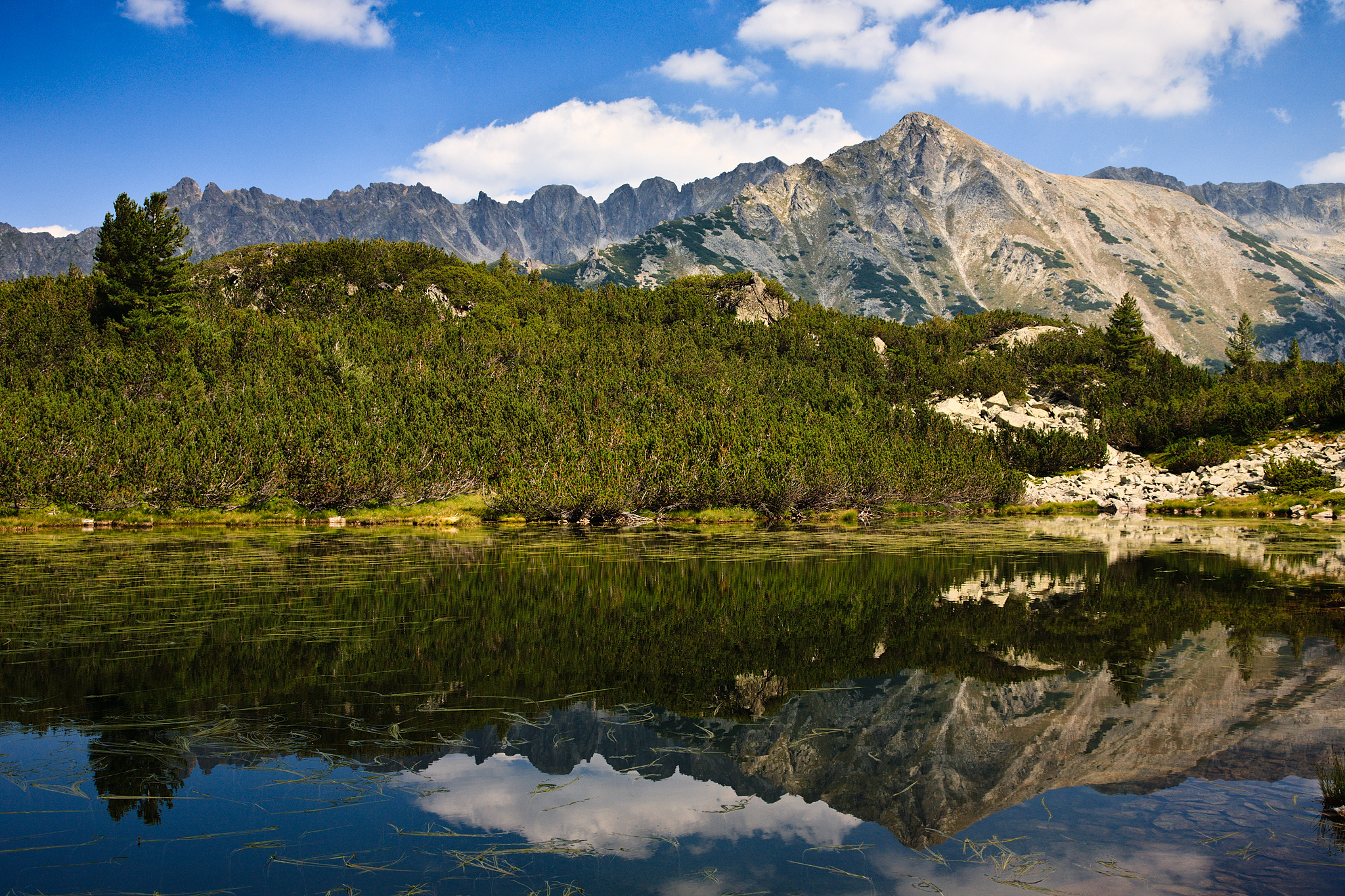
Jedno z Valjaviški jezer a hora Gazej, pohoří Pirin, Bulharsko
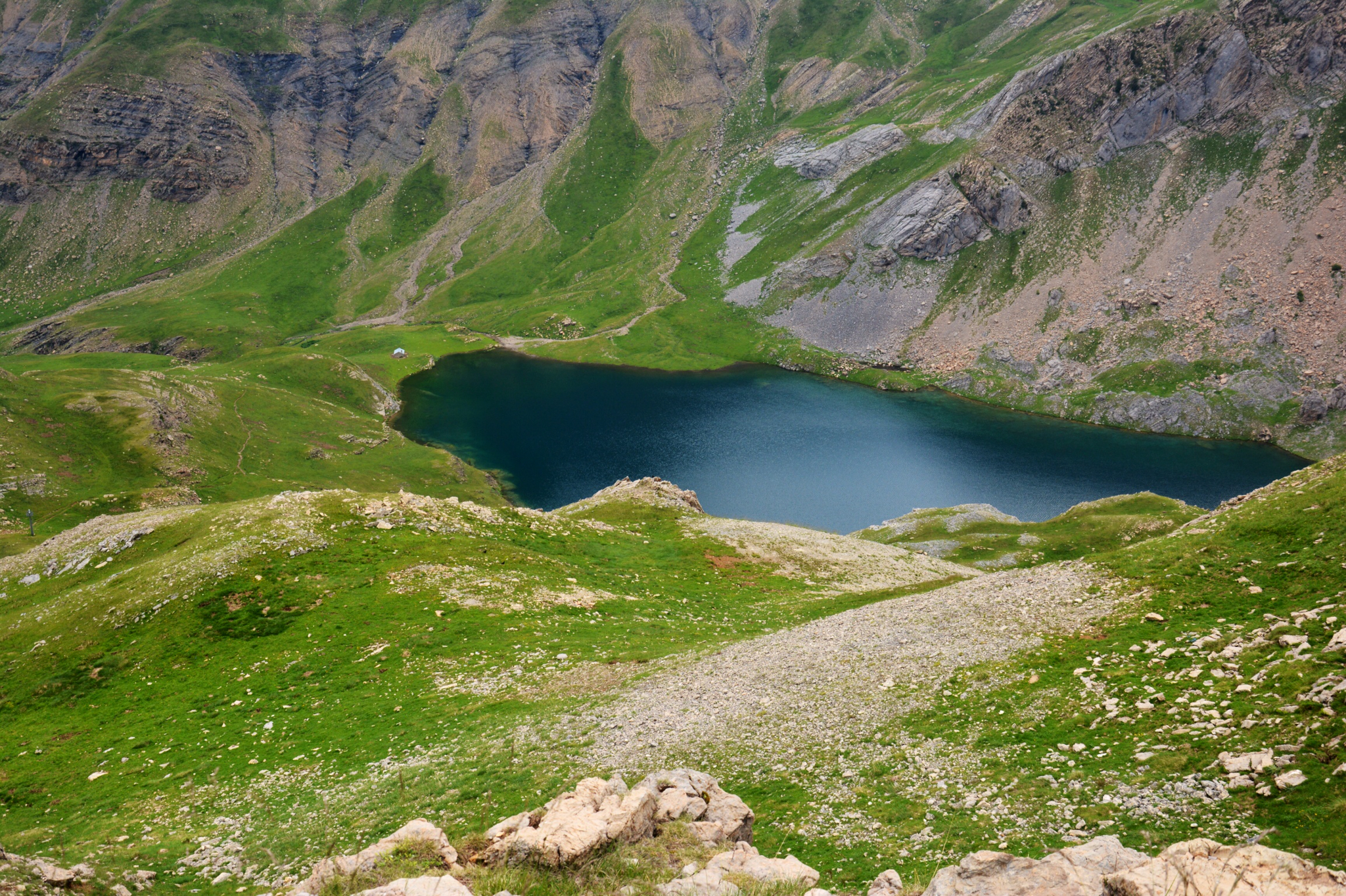
Ibón de Sabocos, ve španělském údolí Valle de Tena. "Ibón" je místní slovo v aragonštině pro ledovcové jezero
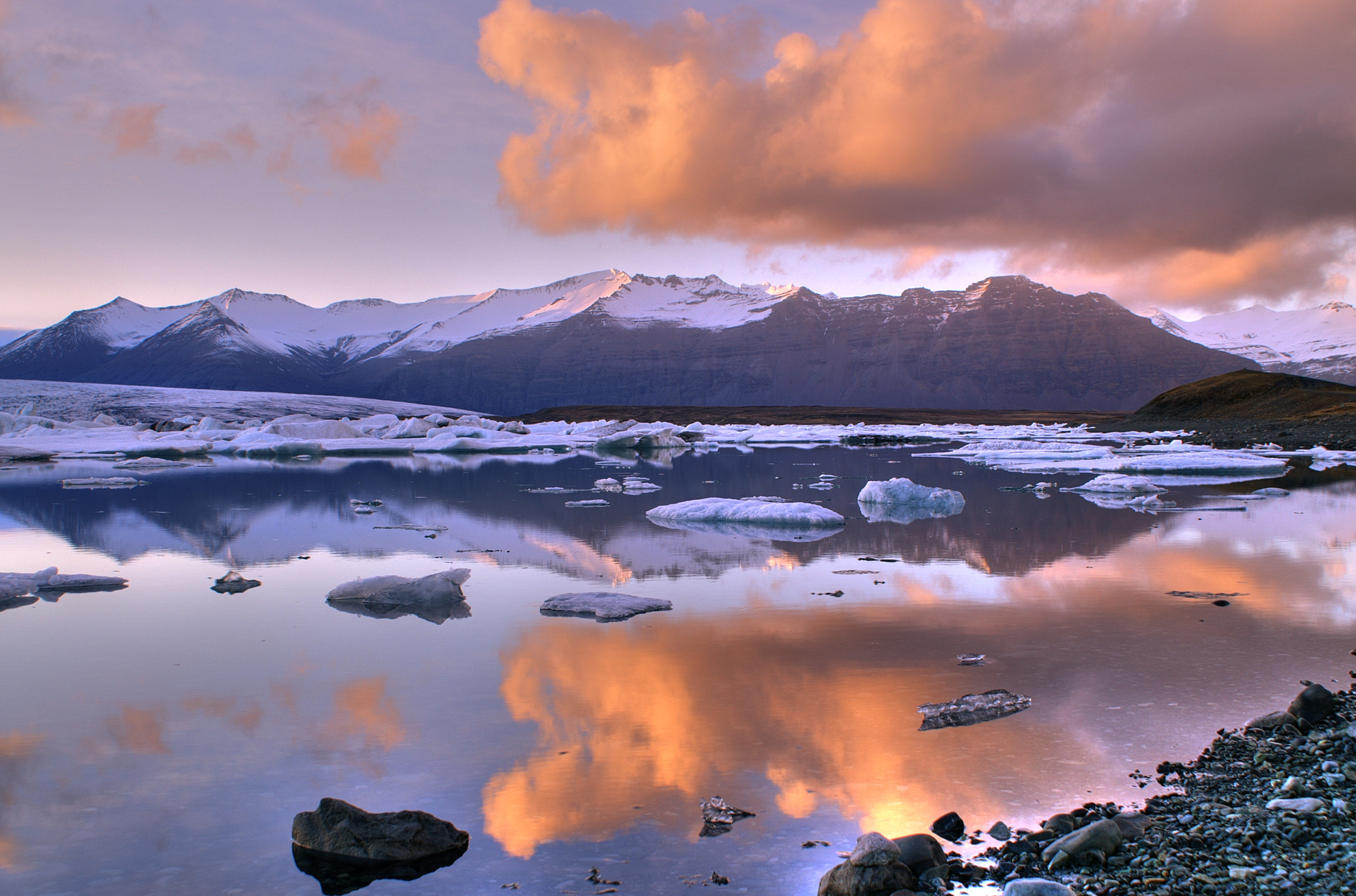
Jökulsárlón, ledovcové jezero na Islandu. Napravo je ústí ledovce Vatnajökull.
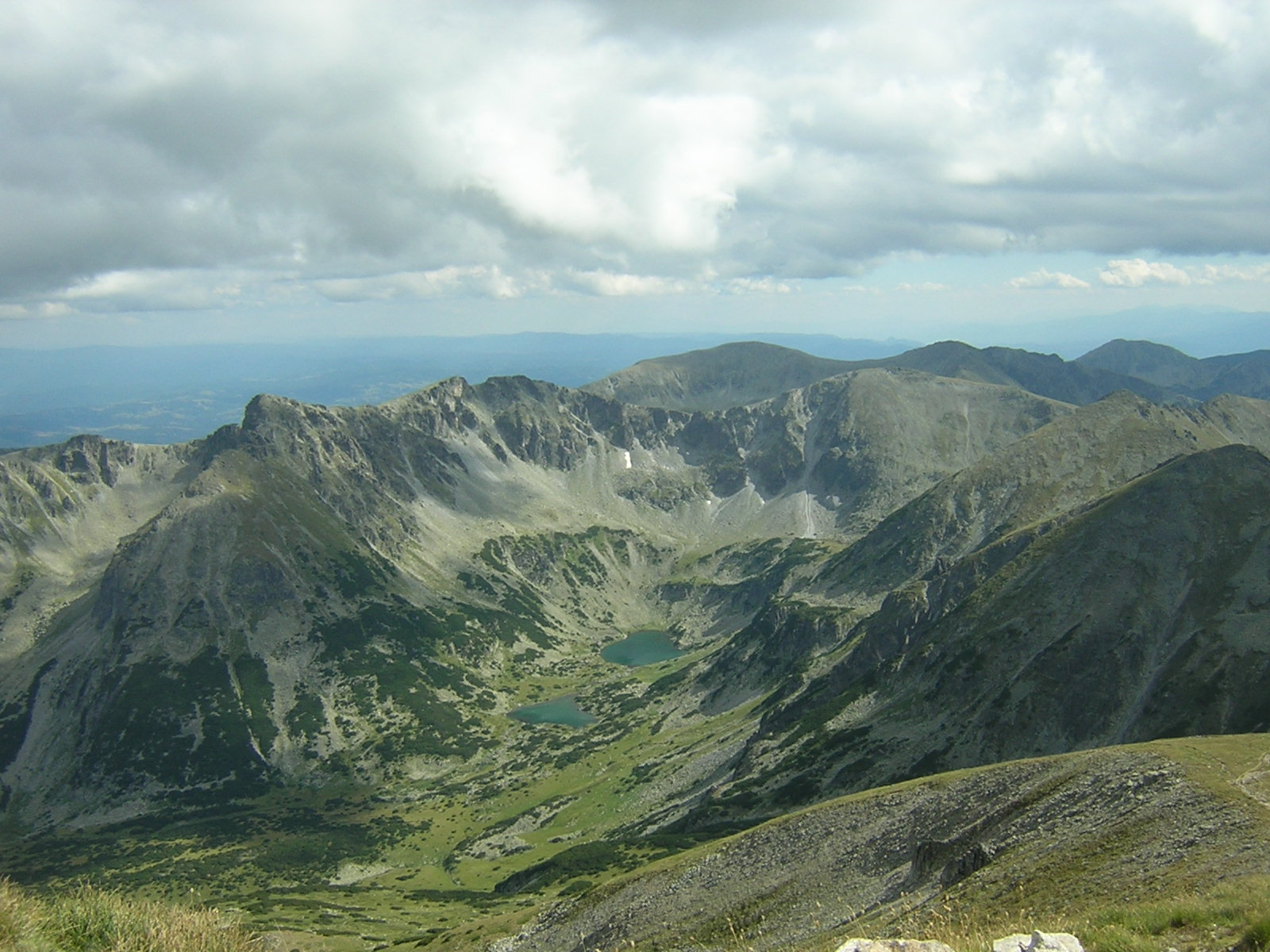
Ledovcové jezero ze kterého vytéká řeka Marica, pohled z Musaly, Rila, Bulharsko
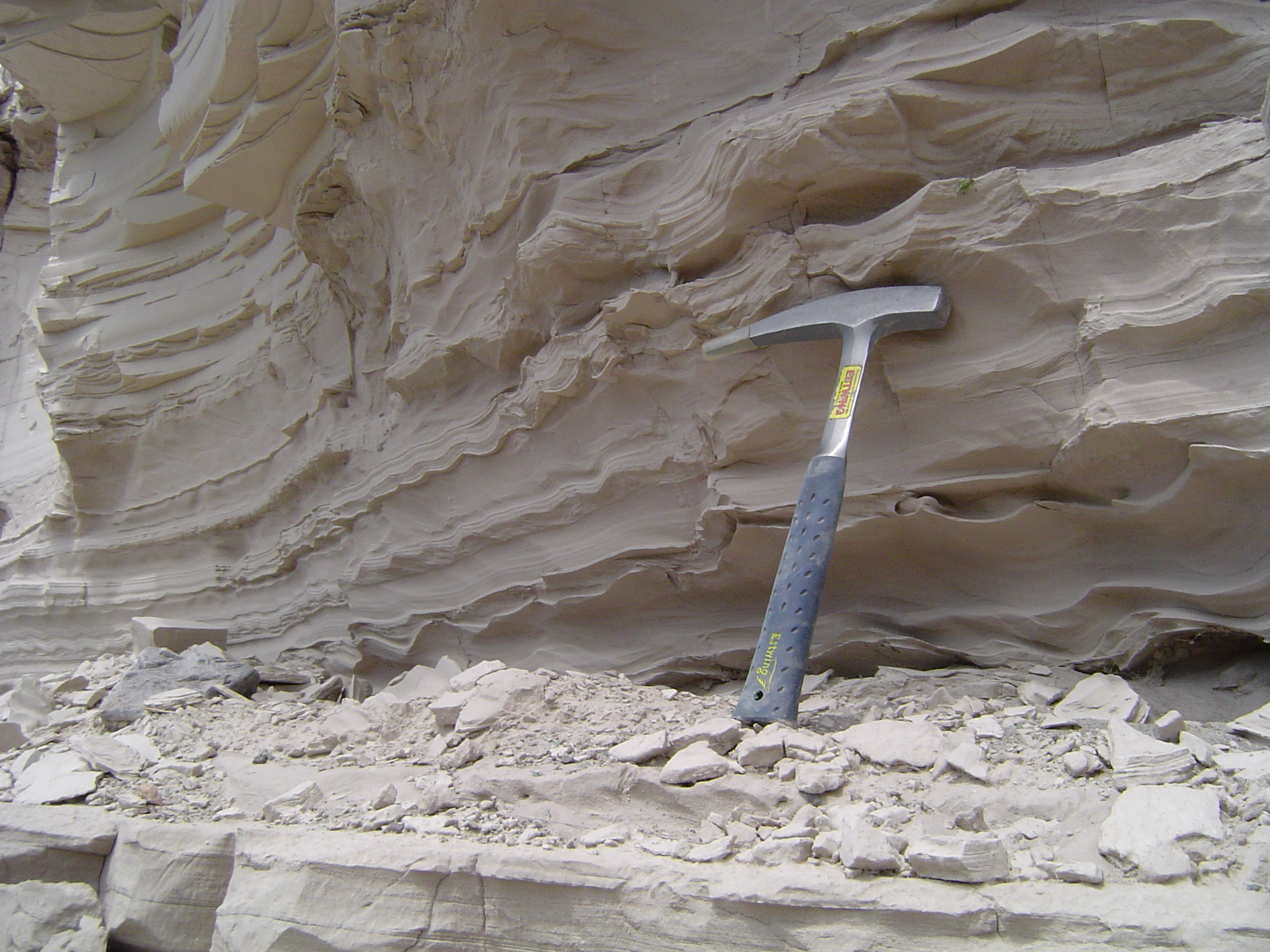
Laminovaný jílovec z jezera Lake Missoula, Montana, Spojené státy
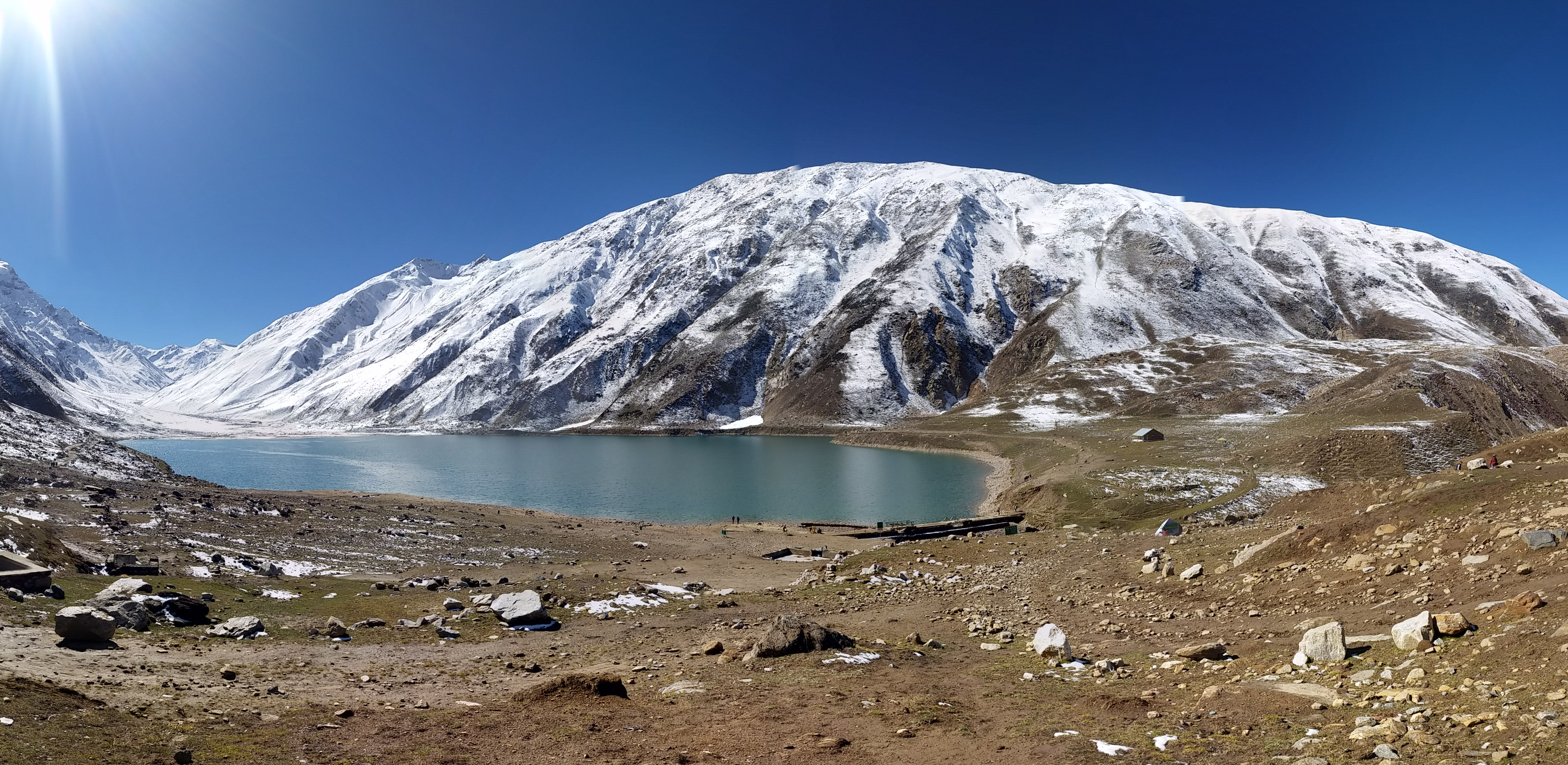
Jezero Saif-ul-Malook v údolí Kaghan, Pákistán
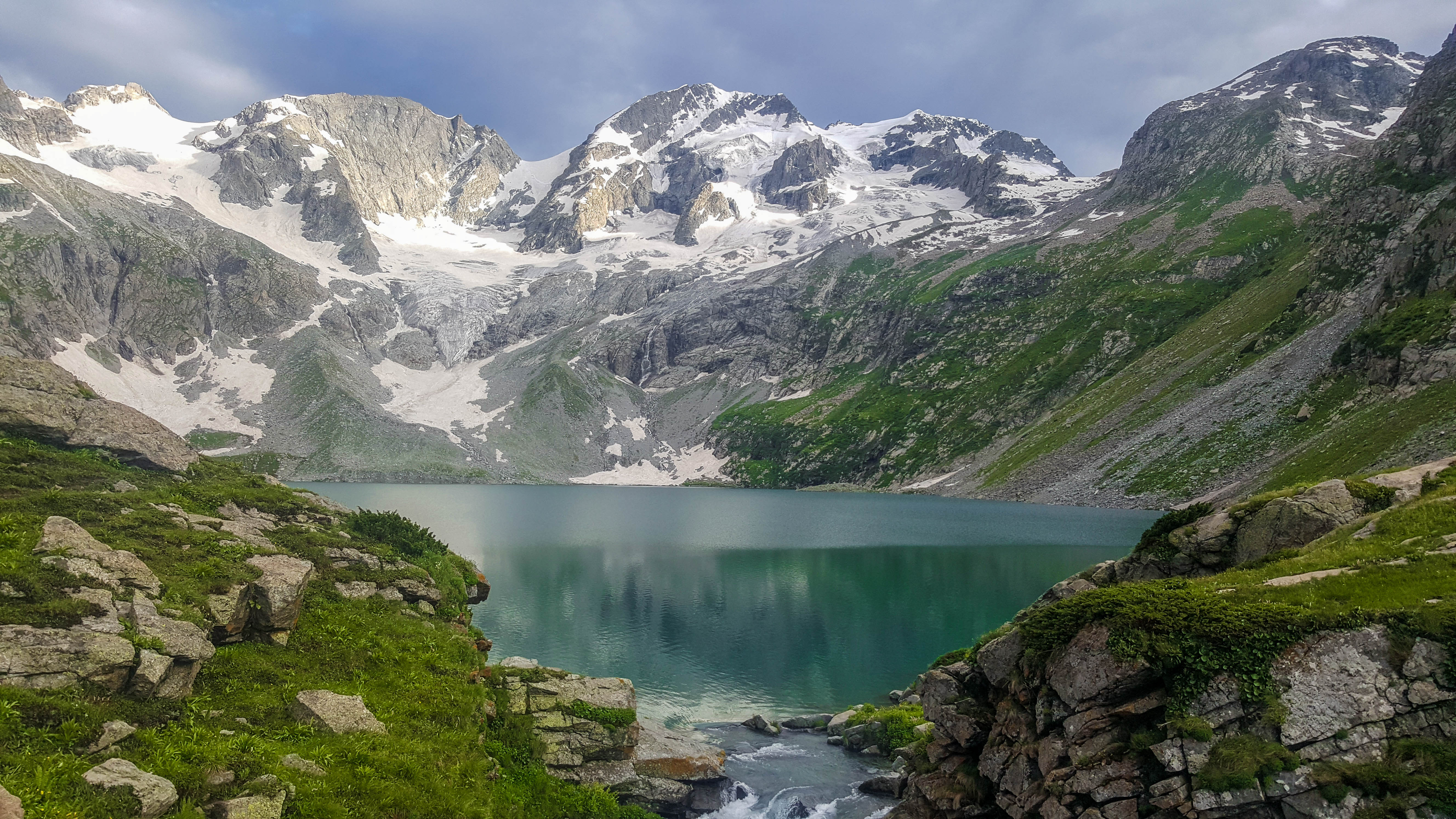
Jezero Katora v údolí Kumrat, Pákistán
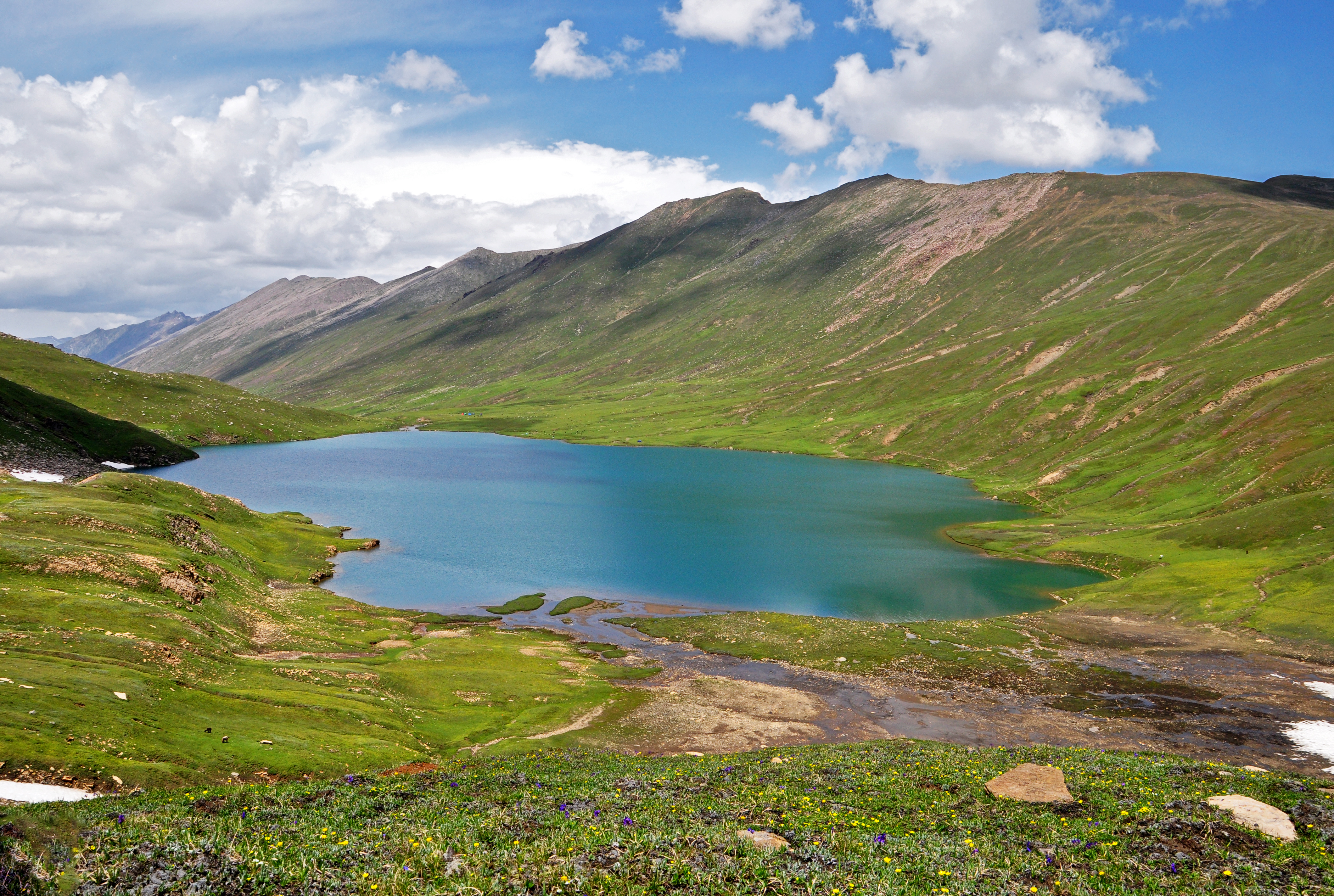
Jezero Dudipatsar v údolí Kaghan, Pákistán
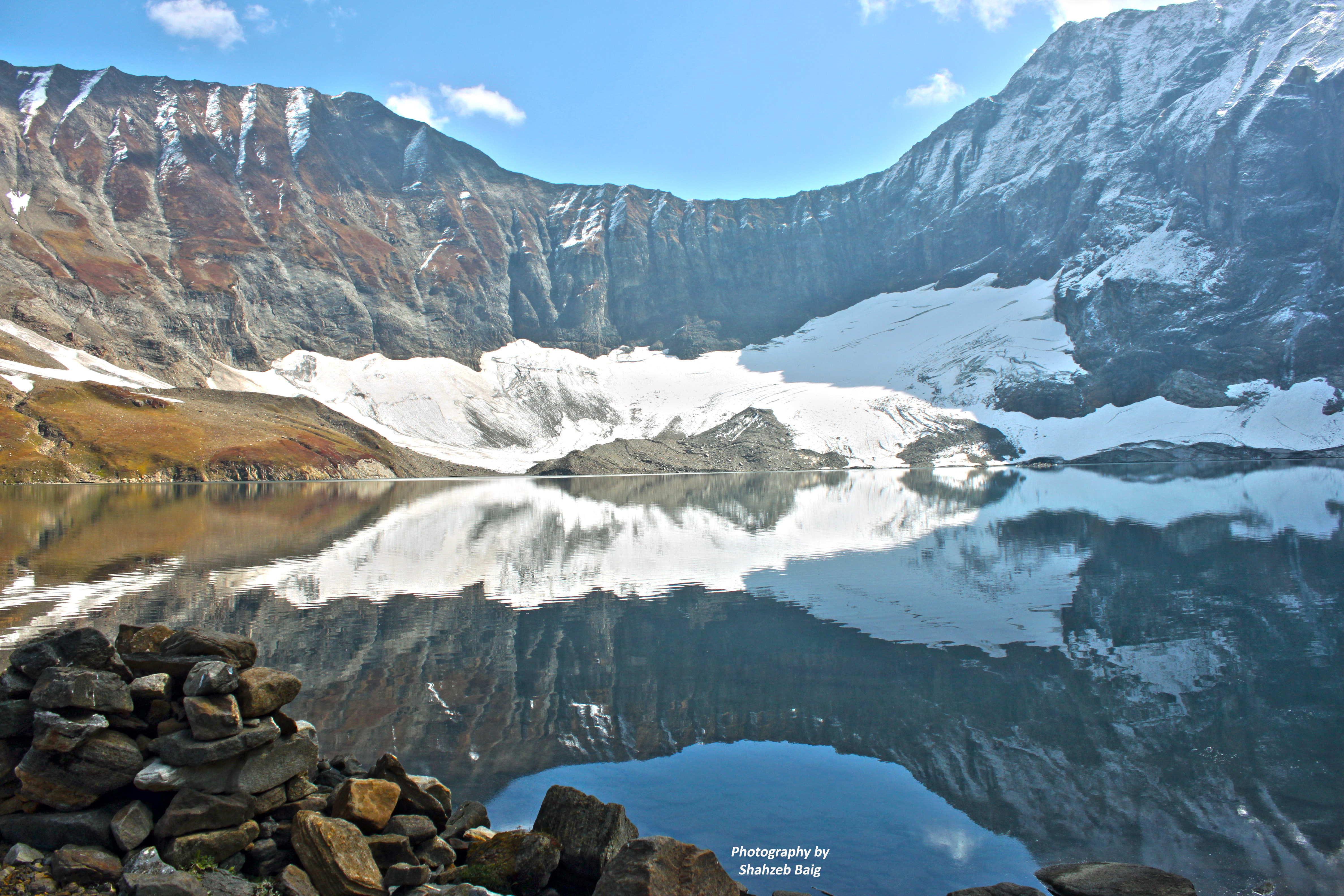
Jezero Ratti Galiv údolí Neelum, Pákistán
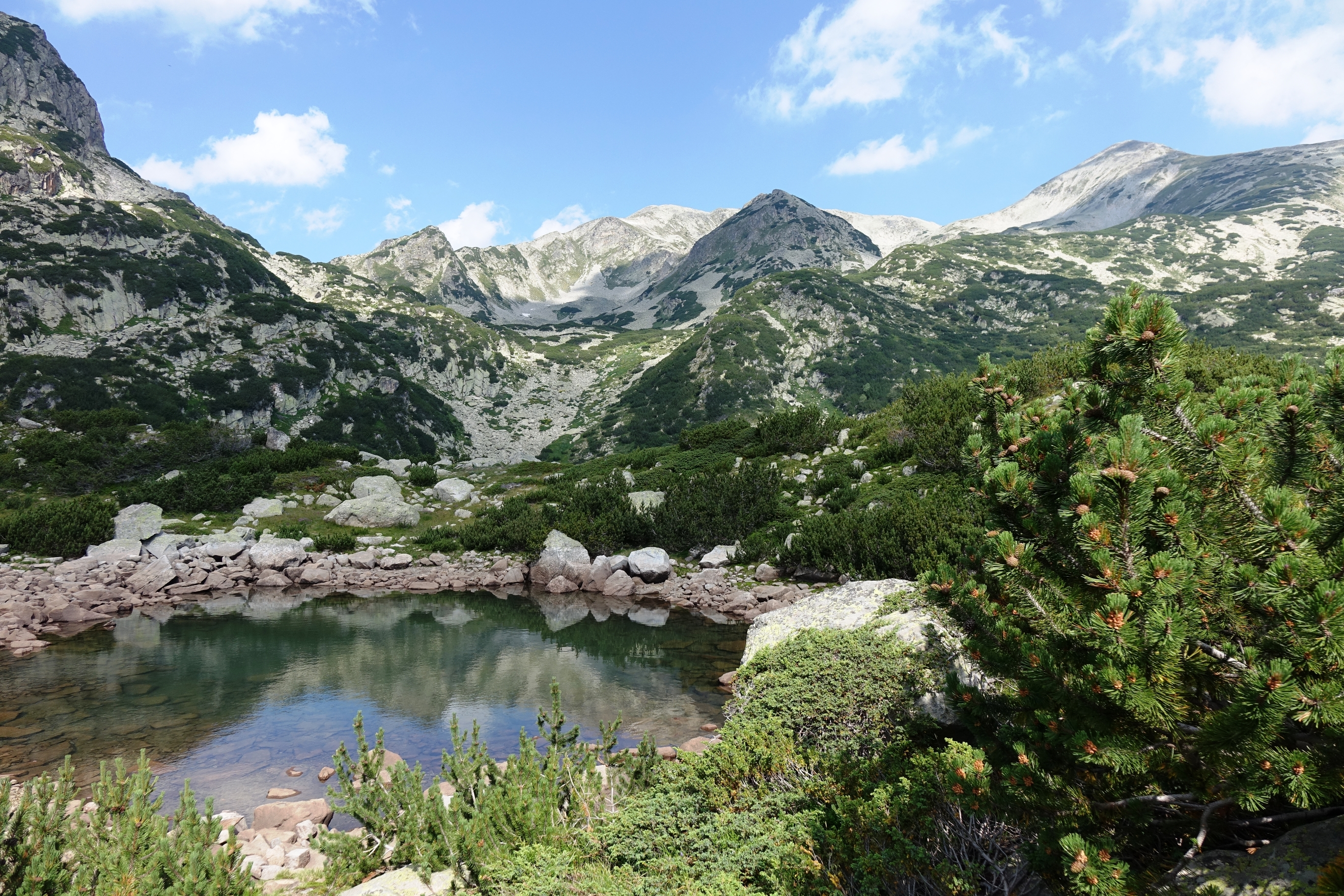
Jedno ze Samodivských jezer, Pirin,  Bulharsko
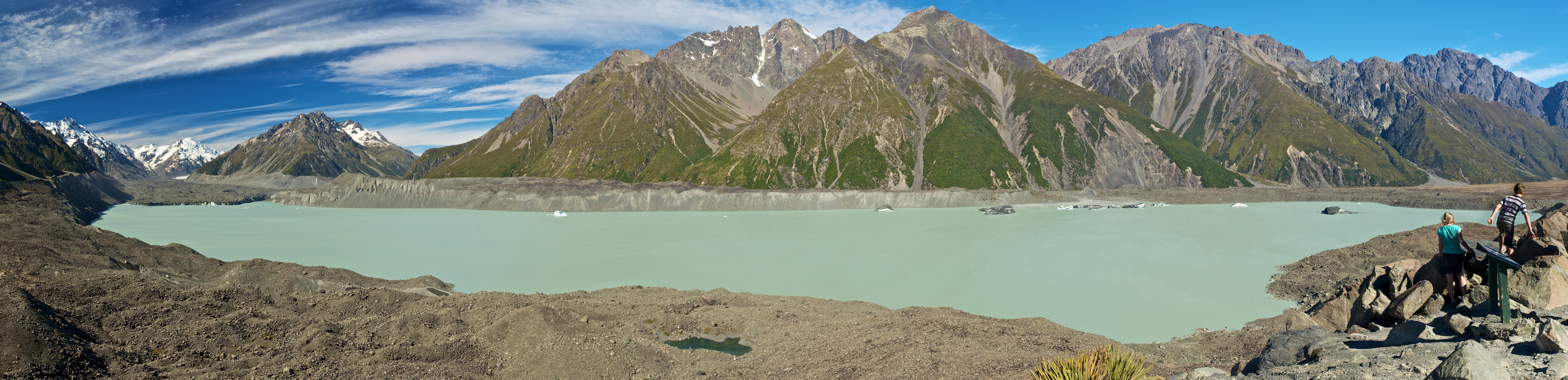
Tasman Lake, Nový Zéland
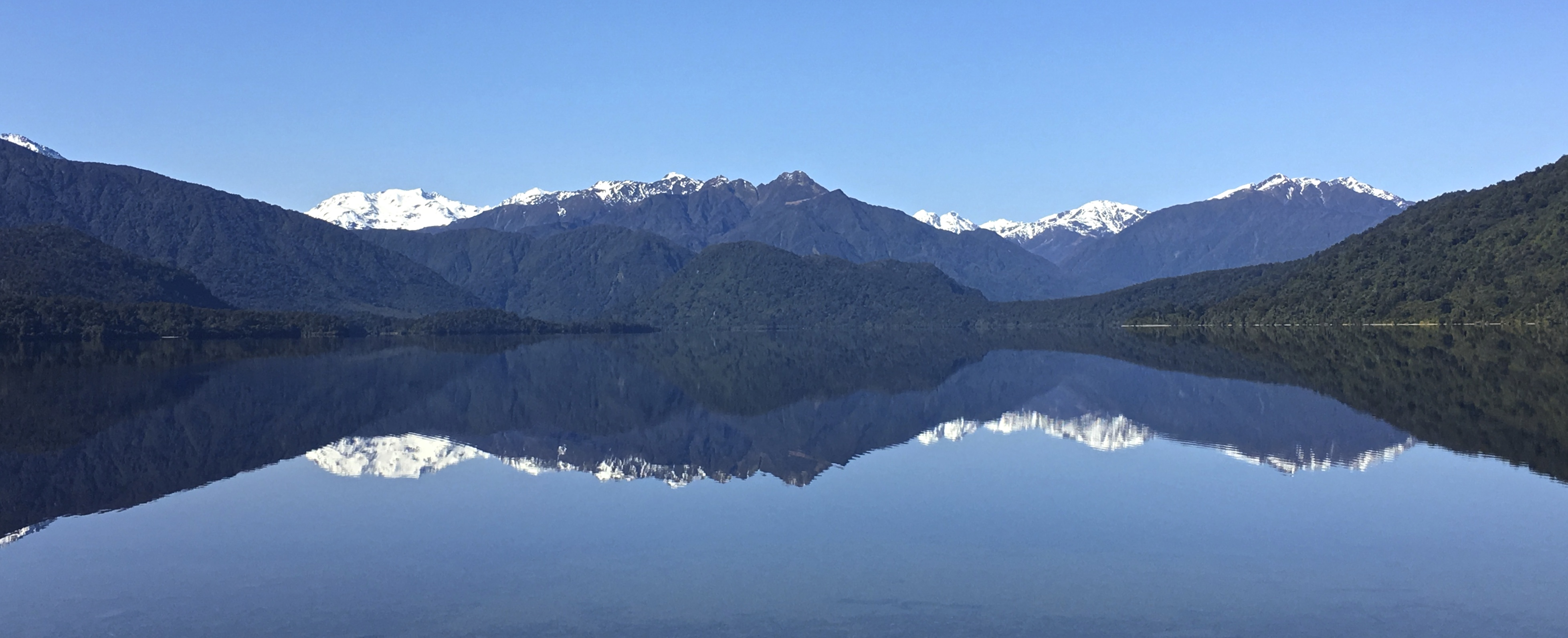
Lake Kaniere v oblasti západního pobřeží Nového Zélandu